# Magdalena Więcek

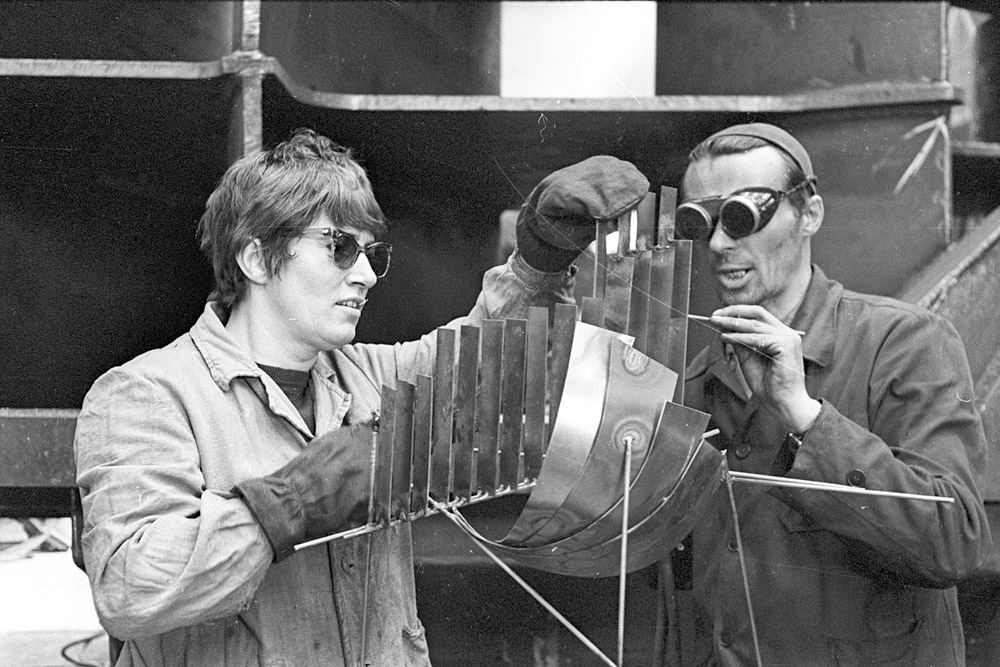
Magdalena Więcek przy realizacji formy przestrzennej podczas II Biennale w Elblągu, rok 1967.

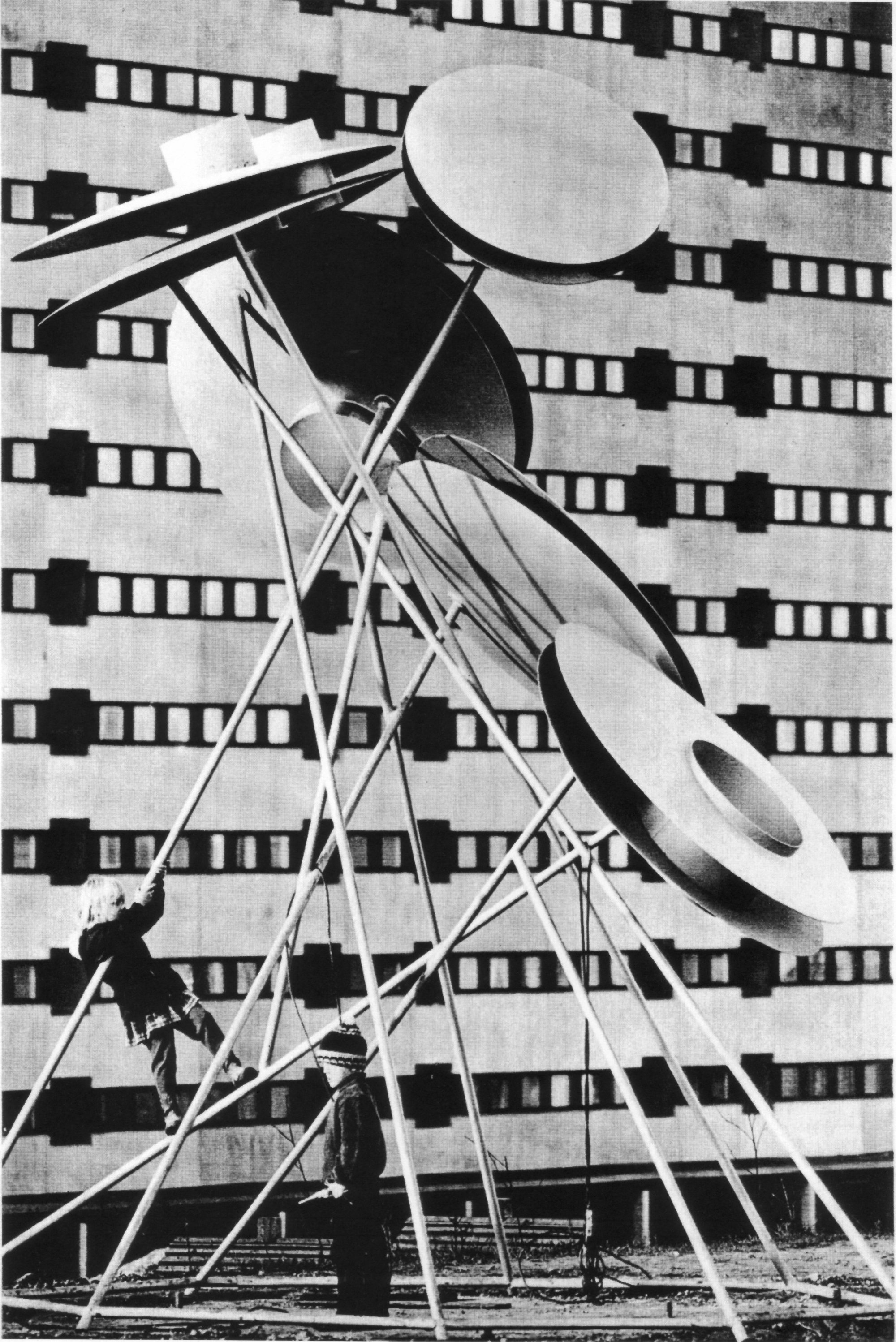
Magdalena Więcek, Lotnia, 1967, stal, wys. 410 cm, Aalborg.

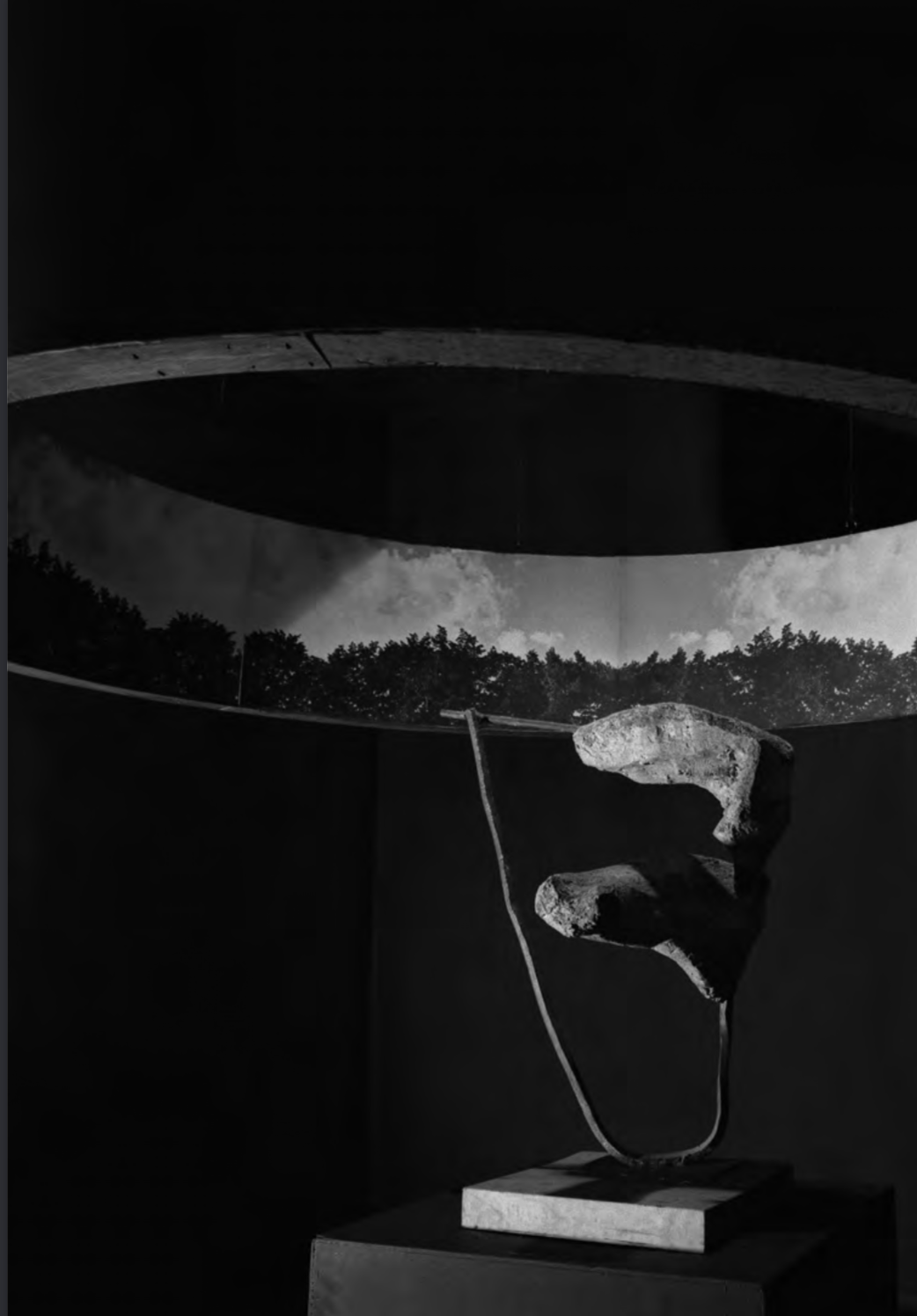
Magdalena Więcek, Florale, 1959, instalacja, cement, metal, fotografia, drewno.

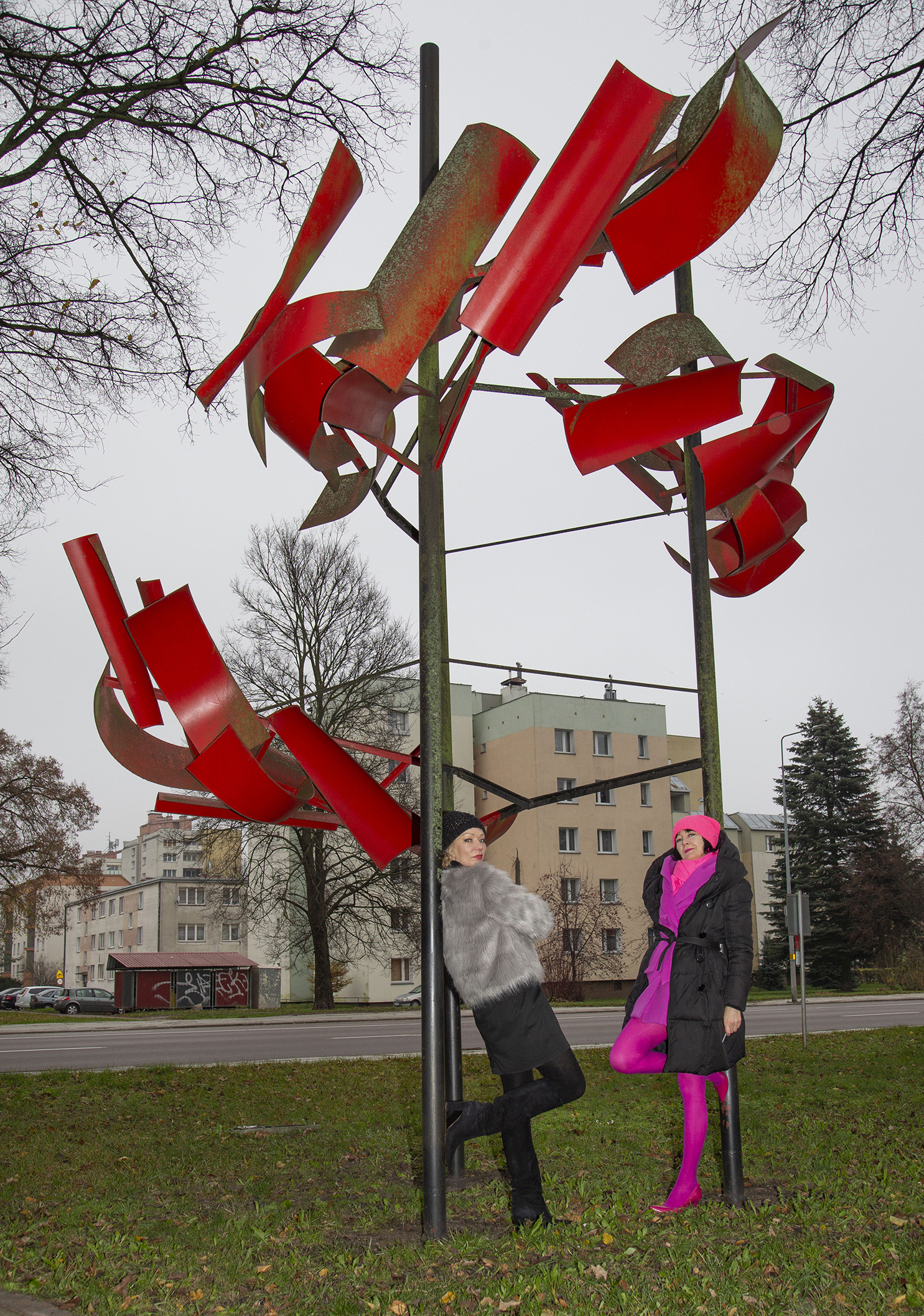
Forma przestrzenna Magdaleny Więcek-Wnuk powstała podczas I Biennale Form Przestrzennych (1965) w Elblągu (we współpracy z Z. Czarneckim, E. Koprykiem, J. Nowackim, J. Muzalewskim, S. Rokitą, E. Grzybowińskim).

Magdalena Więcek (ur. 23 lipca 1924 w Katowicach, zm. 31 grudnia 2008 w Egipcie) – polska rzeźbiarka, pedagożka, rysowniczka, żona rektora ASP w Warszawie Mariana Wnuka.

## Życiorys
Urodziła się w Katowicach jako córka Karola i Gertrudy. W 1945 r. wyjechała do Sopotu, gdzie rozpoczęła studia malarskie w Państwowej Wyższej Szkole Sztuk Plastycznych, gdzie profesorem był rzeźbiarz Marian Wnuk. Od 1949 r. Więcek studiowała rzeźbę w warszawskiej ASP pod opieką Mariana Wnuka oraz Franciszka Strynkiewicza. Dyplom uzyskała w 1952 r. i w tym samym roku zadebiutowała socrealistyczną rzeźbą „Górnicy” na 4 Ogólnopolskiej Wystawie Plastyki w Zachęcie. Rzeźba otrzymała nagrodę. W 1955 roku wzięła udział w Wystawie Młodej Plastyki w Arsenale. W tym samym roku zawarła związek małżeński z profesorem Marianem Wnukiem i urodziła syna – Daniela Wnuka (w przyszłości również rzeźbiarza). Artystka miała swoją pracownię na Woli przy ul. Żelaznej – miejsce to stało się ważnym punktem spotkań wielu warszawskich artystów. Od początku lat 50. artystka wyjeżdżała na zachód Europy na wymiany artystyczne, pobyty studyjne czy międzynarodowe wystawy sztuki. Podróżowała i utrzymywała relacje z artystami z Francji, Niemiec, Holandii, Anglii, Belgii, Austrii. Była członkiem ZPAP oraz Associacion Internationale des Arts Plastiques. Od 1966 r. Więcek rozpoczęła pracę pedagogiczną w Państwowej Wyższej Szkole Sztuk Plastycznych w Poznaniu, gdzie pracowała przez kolejnych szesnaście lat. Na przełomie lat 1983/84 prowadziła zajęcia jako profesor gościnny w Koninklijke Academie van Beeldende Kunsten’s Gravenhage w Holandii. Pod koniec lat 80. kilkukrotnie podróżowała do Nowego Jorku. Od 1994 r. do 2000 r. mieszkała i tworzyła w Berlinie. Swe rzeźby prezentowała m.in. w Centrum Rzeźby Polskiej w Orońsku. W 2007 r. w galerii Zapiecek odbyła się jej ostatnia wystawa. Wśród jej wielu nagród można znaleźć Grand Prix Internazionale de la Contemporanea d’ Art Principauté de Monaco. Jej rzeźby można zobaczyć w Muzeum Narodowym w Warszawie, Muzeum Narodowym w Poznaniu, Kröller-Müller Museum w Otterlo. Zmarła nagle w 2008 r. podczas rodzinnej wycieczki w Egipcie. Pochowana na Cmentarzu Wojskowym na Powązkach (kwatera C2-4-13).

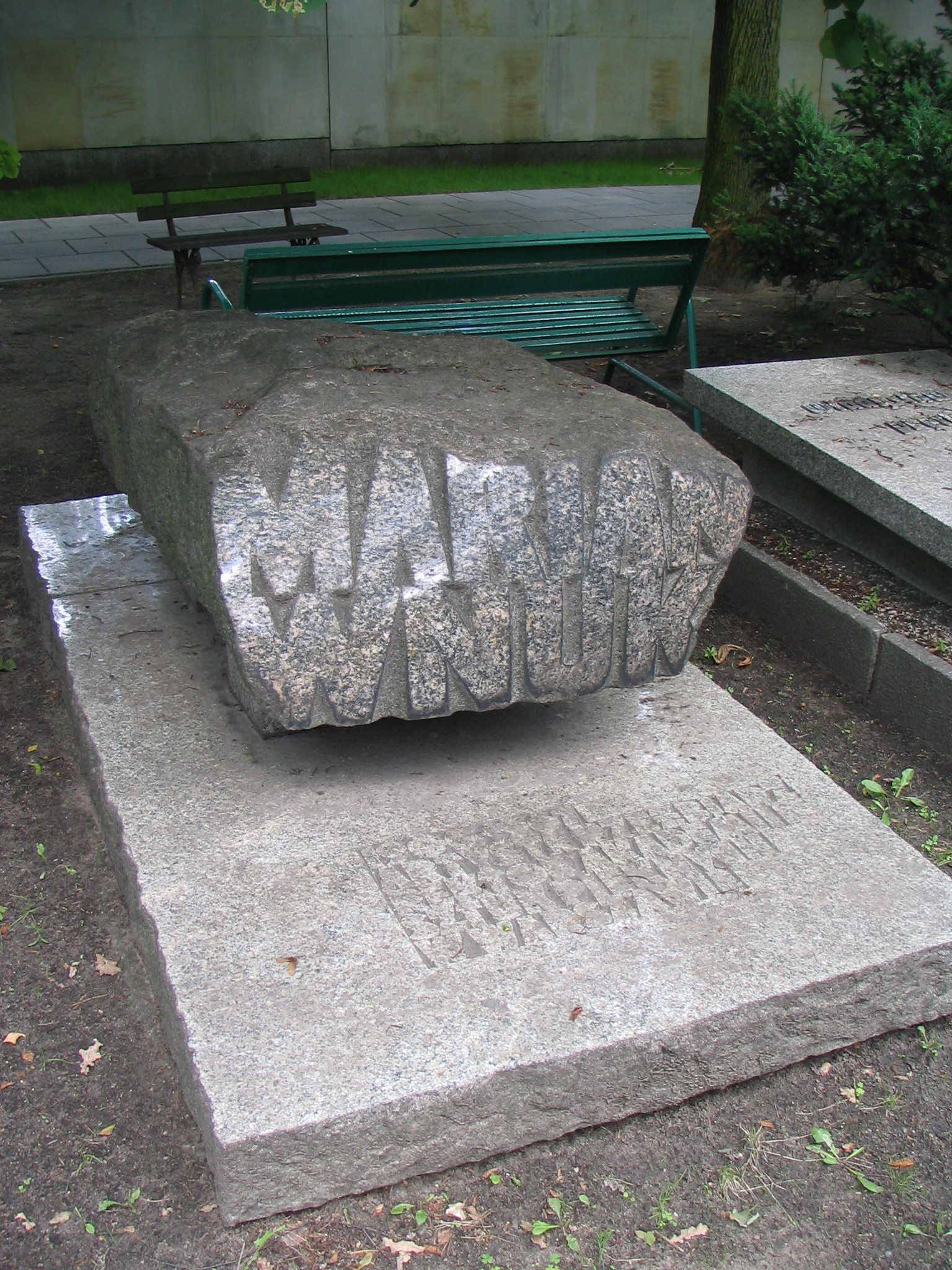
Grób Mariana i Magdaleny Wnuków na Cmentarzu Wojskowym na Powązkach; Warszawa

Magdalena Więcek, wybierając zawód rzeźbiarza,
opowiedziała się po stronie utożsamianej z męską aktywnością, przyjmując ją za własną. Wręcz ostentacyjne wyparcie przez nią kobiecości stało się obroną przed zmarginalizowaniem twórczości i wynikało z przekonania, że właśnie taka postawa zagwarantuje jej mocną pozycję w świecie sztuki. Konsekwencją tak określonej decyzji stało się całkowite podporządkowanie życia codziennego jednemu celowi — twórczości. Cecha ta była charakterystyczna dla pokolenia, do którego należała, choć następstwa powziętych decyzji nie zawsze wpływały korzystnie na harmonię życia pozaartystycznego.

{{Cytat}} Gołe linki: "źródło".

## Twórczość

### Rzeźba figuratywna
Magdalena Więcek rozpoczynała swoją twórczość w okresie doktryny socrealistycznej, która narzucała artystom tematykę oraz formę prac. Stąd pierwsze prace artystki to figuratywne gipsowe i kamienne rzeźby m.in. „Górnicy” (1953) czy „Pomnik Przyjaźni Polsko-Radzieckiej/Młodość” (1954). Są to masywne i ciężkie realizacje, których ruchliwa faktura przywodzi na myśl twórczość Xawerego Dunikowskiego. W 1955 r. brała udział w Wystawie Młodej Plastyki w Arsenale pod tytułem „Przeciw wojnie, przeciw faszyzmowi”. Wyrazem nowego, ekspresyjnego stylu była prezentowana tam nagrodzona rzeźba „Matka”, przedstawiająca nagą, klęczącą kobietę z uniesioną w górę prawą ręką w geście protestu i dzieckiem u kolan.

### Krzywe Koło
W drugiej połowie lat 50., Więcek związała się z artystami i intelektualistami gromadzącymi się w Klubie Krzywego Koła w Warszawie. W 1958 r. odbyła się wystawa Magdaleny Więcek, Stefana Gierowskiego i Mariana Bogusza (z którymi artystka później wielokrotnie współpracowała) w Galerii Krzywe Koło. Artystka pokazała tam przełomowe dla swojej twórczości zdeformowane rzeźby.

### Rzeźby organiczne
Pod koniec lat 50. artystka eksperymentuje z betonem i tworzy rzeźby o organicznych kształtach, abstrakcyjne, lecz przypominające zdeformowane części ciał czy prehistoryczne, prymitywne obeliski. Przypominają one rzeźby Aliny Szapocznikow czy Henry’ego Moore'a, którego twórczość była ważnym punktem odniesienia dla artystów w tym czasie. Na przełomie lat 50. i 60. powstają „Florale” oraz „Blisko ziemi” – ich organiczne formy lewitują nad ziemią, unosząc się na żeliwnych prętach, tracą bryłowatość oraz połączenie z podstawą. W 1963 r. artystka została zaproszona na sympozjum przez Karla Pranta do Austrii, gdzie postawiła wielkoformatową rzeźbę z niemalże nieobrobionych bloków skalnych w kamieniołomie St. Margarethen.

### Biennale Form Przestrzennych

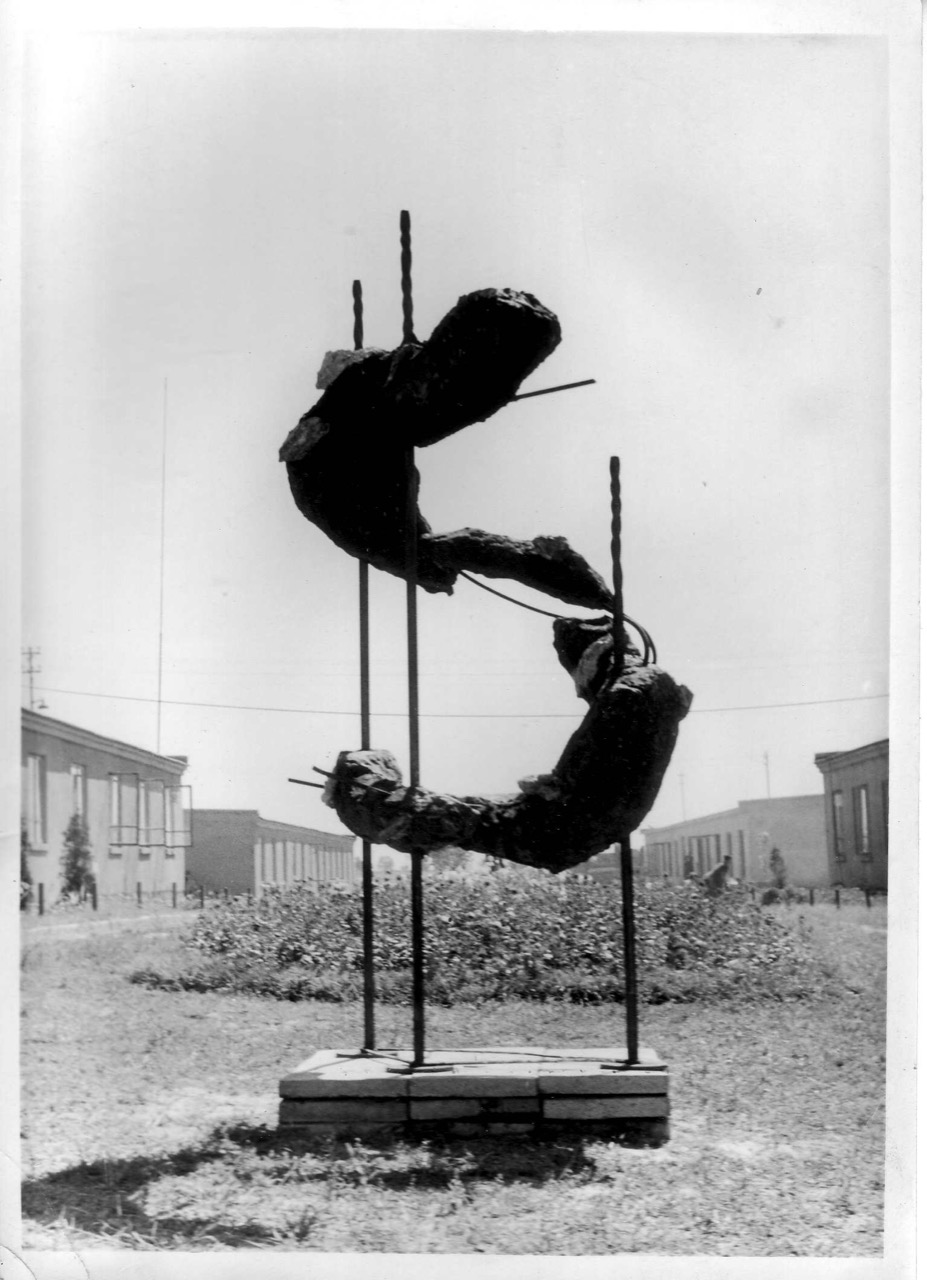
Magdalena Więcek, S Symbol Siarki, 1962, beton, stal, wys. 3 m.

W 1965 i 1967 r. Więcek pracowała przy Biennale Form Przestrzennych w Elblągu wraz z Gerardem Kwiatkowskim i Marianem Boguszem. Artystka podczas pierwszego biennale zrealizowała wielkoformatową, abstrakcyjną formę Oderwanie – Struktura. Dynamiczna struktura rzeźby tworzyła wrażenie, jakby lewitujące w powietrzu elementy krążyły wokół szkieletu przyciągane jego odśrodkową siłą. Podczas kolejnej edycji artystka wykonała Wzlot – Kompozycja przestrzenna, gdzie analizowała w niej geometrię lotu piłki, zawieszając na metalowym rusztowaniu dwie sferyczne formy.

### Lotne
To zainteresowanie ruchem i lotem artystka kontynuowała w mosiężnych, złotych niewielkich rozmiarów „Lotnych”, wykonywanych na przełomie lat 60. i 70. Zostały one zbudowane ze sferycznych kształtów, kól, dysków i półkul, które budziły skojarzenia z kosmosem czy mikrochemią.

### Realizacje plenerowe
W latach 70. powstało wiele abstrakcyjnych dużych rzeźb plenerowych, z których wiele z nich to rzeźby wpisane w większe założenia architektoniczne czy urbanistycznej jak np. niezrealizowana rzeźba w granicach Ściany Wschodniej (projektu: Zbigniewa Karpińskiego) czy zrealizowana „Lotna” (1967) w Aalborgu (Dania). „Helios” ("Słońce") oraz „Rozkwit” z 1976 r. to rzeźby plenerowe zrobione z aluminium, tworzące lekką, dynamiczną konstrukcję. Prace powstały podczas I Pleneru Aluminium Konin 76. Ważnym punktem odniesienia był dla niej amerykański rzeźbiarz Richard Serra.

### Dialogi z Kamieniem
Kolejnym dużym cyklem i przełomem w twórczości Więcek są „Dialogi z kamieniem” które tworzyła od końca lat 70. do połowy lat 90. Rzeźby z tego cyklu charakteryzuje zbliżenie się do abstrakcji organicznej, łączenie różnobarwnych marmurów oraz granitów, obłe kształty, gładka i haptyczna powierzchnia.

### Późne prace
Magdalena Więcek była czynną rzeźbiarką i rysowniczką aż do swojej śmierci. W latach 90. i po roku 2000 wykonywała liczne abstrakcyjne reliefy ze stali, jak np. „Refief-Bass”.

## Najważniejsze wystawy[15]
- 1958/1959 – Magdalena Więcek, Marian Bogusz, Stefan Gierowski, Galeria Krzywe Koło, Warszawa
- 1959 – udział (z Teresą Pągowską, Janem Lebesteinem i Aliną Szapocznikow) w Premiere Biennale de Paris. Manifestation Biennale et Internationale de Jeunes Artistes
- 1960 – Magdalena Więcek, Galeria Krzywe Koło, Warszawa
- 1961 – Magdalena Więcek, Graphil Galerie, Amsterdam
- 1963 – Confrontatie 3, Pinkegalerij, Giessenburg
- 1968 – Magdalena Więcek, rzeźba i rysunek, Galeria Współczesna, Warszawa
- 1970 – Magdalena Więcek. Rzeźba. Stefan Gierowski. Malarstwo. Rzeźba. Światło, Kolor, Galeria Współczesna, Warszawa
- 1974 – Magdalena Więcek. Rzeźby i rysunki, Muzeum Narodowe, Poznań
- 1975 – Magdalena Więcek, Stadlische Theater, Dortmund
- 1977 – Magdalena Więcek, Galeria Zapiecek, Warszawa
- 1978 – Magdalena Więcek. Rzeźba. Stefan Gierowski. Malarstwo, Galeria Zapiecek, Warszawa
- 1979 – Magdalena Więcek. Rzeźba, Galeria Zapiecek, Warszawa
- 1986 – Magdalena Więcek. Sculptures, Singer Museum, Laren
- 1987 – Magdalena Więcek. Kompozycje [Retrowizje moich kamieni], Galeria Zapiecek Warszawa
- 1990 – Kreuzdarstellungen. Der Weg Jesu in Bildern von Magdalena Więcek, Evangelische Kirchengemeinde, Offenbach-Bieber
- 1992 – Magdalena Więcek. Skulpturen, Zeichungen, Bilder, Galerie im Kreishaus, Hofheim am Taunus
- 1993 – Rzeźba. Magdalena Więcek-Wnuk, Centrum Rzeźby Polskiej w Orońsku
- 1996 – Magdalena Więcek. Rzeźba i Rysunek, Galeria Kordegarda, Warszawa
- 2007 – Magdalena Więcek. Rzeźba, Galeria Zapiecek, Warszawa[16]
- 2013/2014 – Magdalena Więcek. Retrospektywa, Centrum Rzeźby Polskiej w Orońsku
- 2016 – Magdalena Więcek. Działanie na oko, Zachęta Narodowa Galeria Sztuki, Warszawa[17]
- 2019 – Magdalena Więcek – Glin, Olszewski Gallery, Warszawa[18]

Więcek zawsze określała siebie jako rzeźbiarza, a nie rzeźbiarkę, nie uznając żadnej innej nazwy dla swojej obecności w sztuce. Podobnie jak Szapocznikow czy Zbrożyna wręcz ostentacyjnie manifestowała swoją niezależność. Ważne, że
artystki chciały być postrzegane jako artyści, aby ich praca została zauważona i traktowana na równi z pracą mężczyzn. Więcek stawiała sztukę wyżej niż życie prywatne, wręcz bezwzględnie podporządkowując wszelkie działania sprawom artystycznym, co można uznać za okrutne, pozbawiające najbliższych jej obecności,
a ją samą za osobę konsekwentnie dążącą do spełnienia w sztuce, dla której wolność twórcza miała najwyższą rangę.

## Galeria

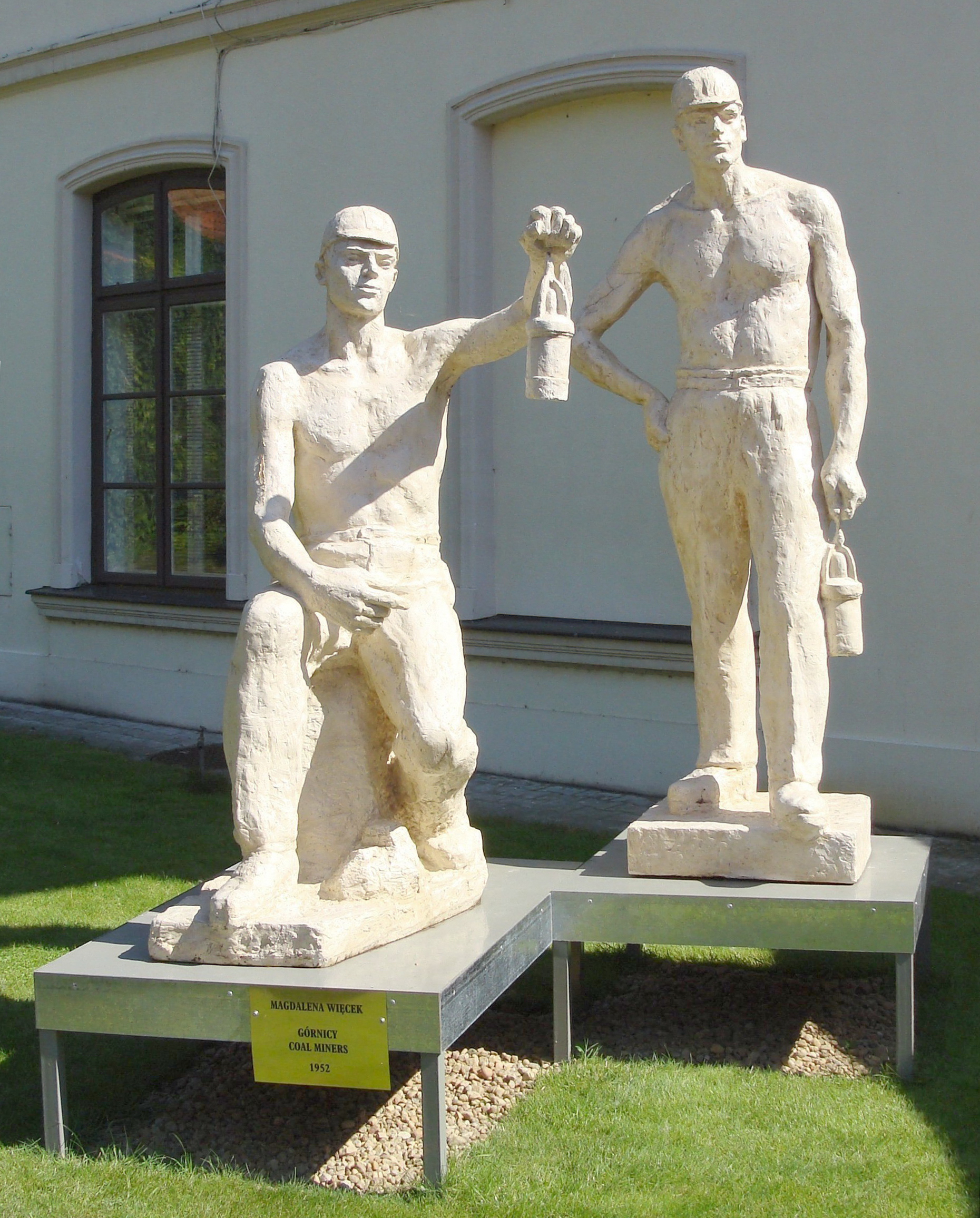
Magdalena Więcek, Górnicy
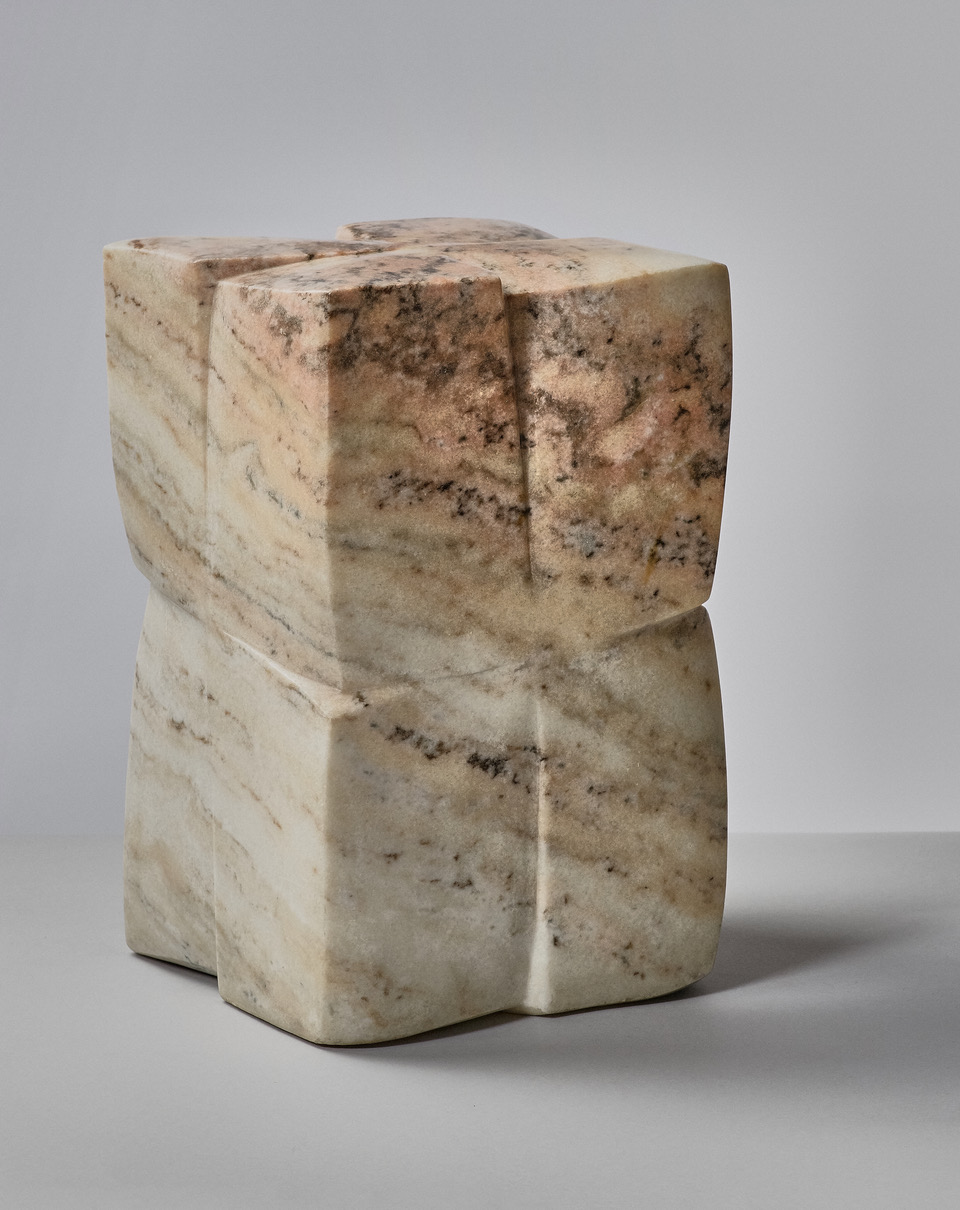
Magdalena Więcek, Dialog z kamieniem (XII), 1985
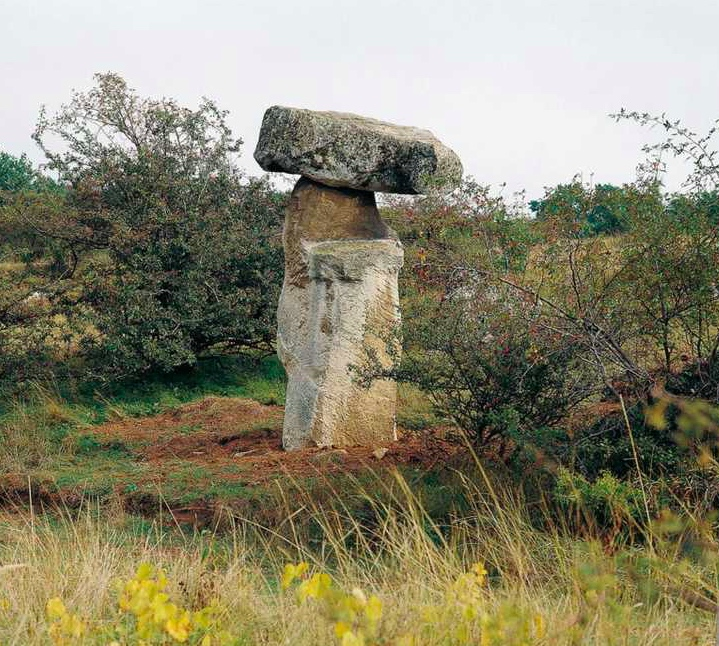
Magdalena Więcek, Kamień, 1964
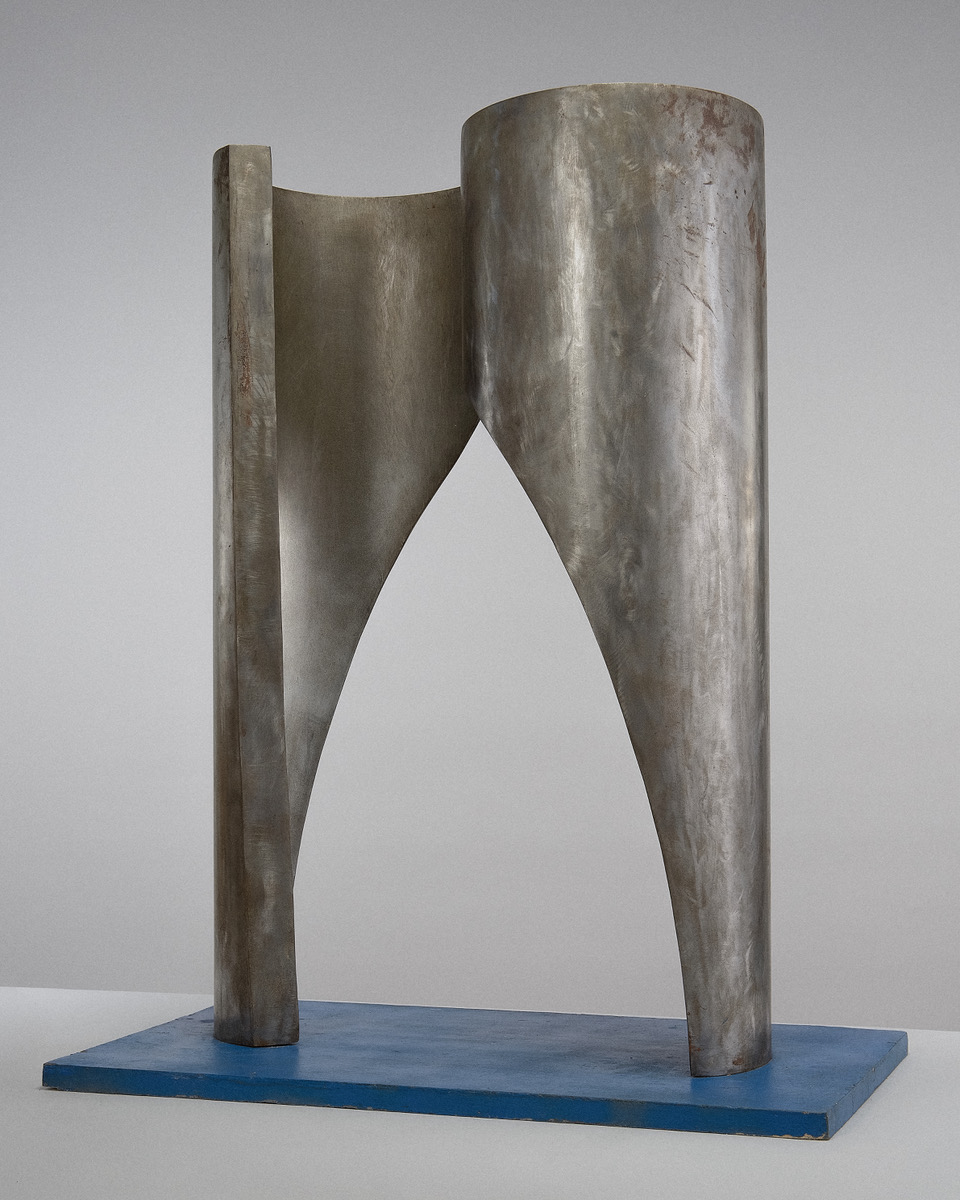
Magdalena Więcek, Sacrum IV, 1972
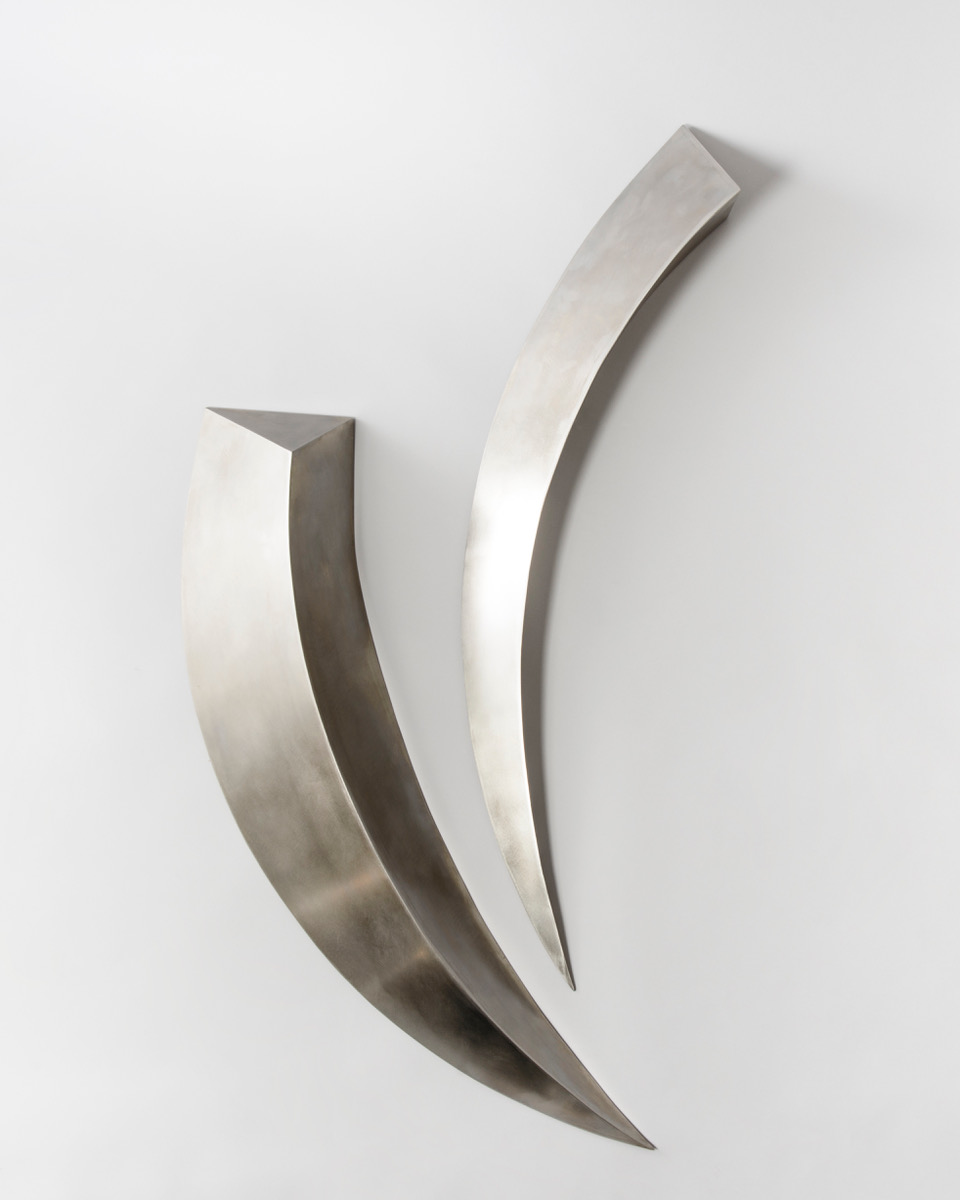
Magdalena Więcek, Bass Relief III, 2007
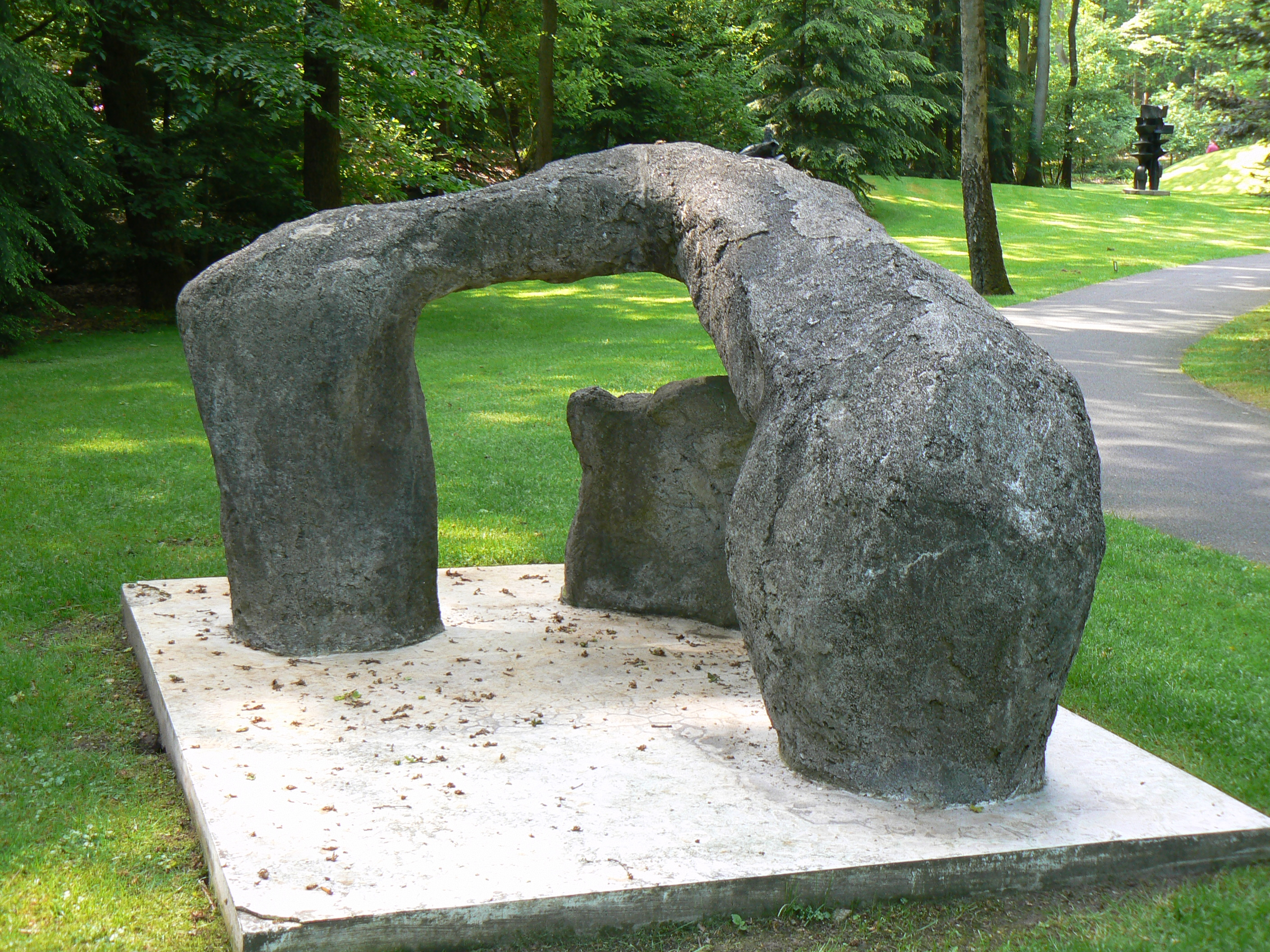
Magdalena Więcek, Blisko ziemi, 1968
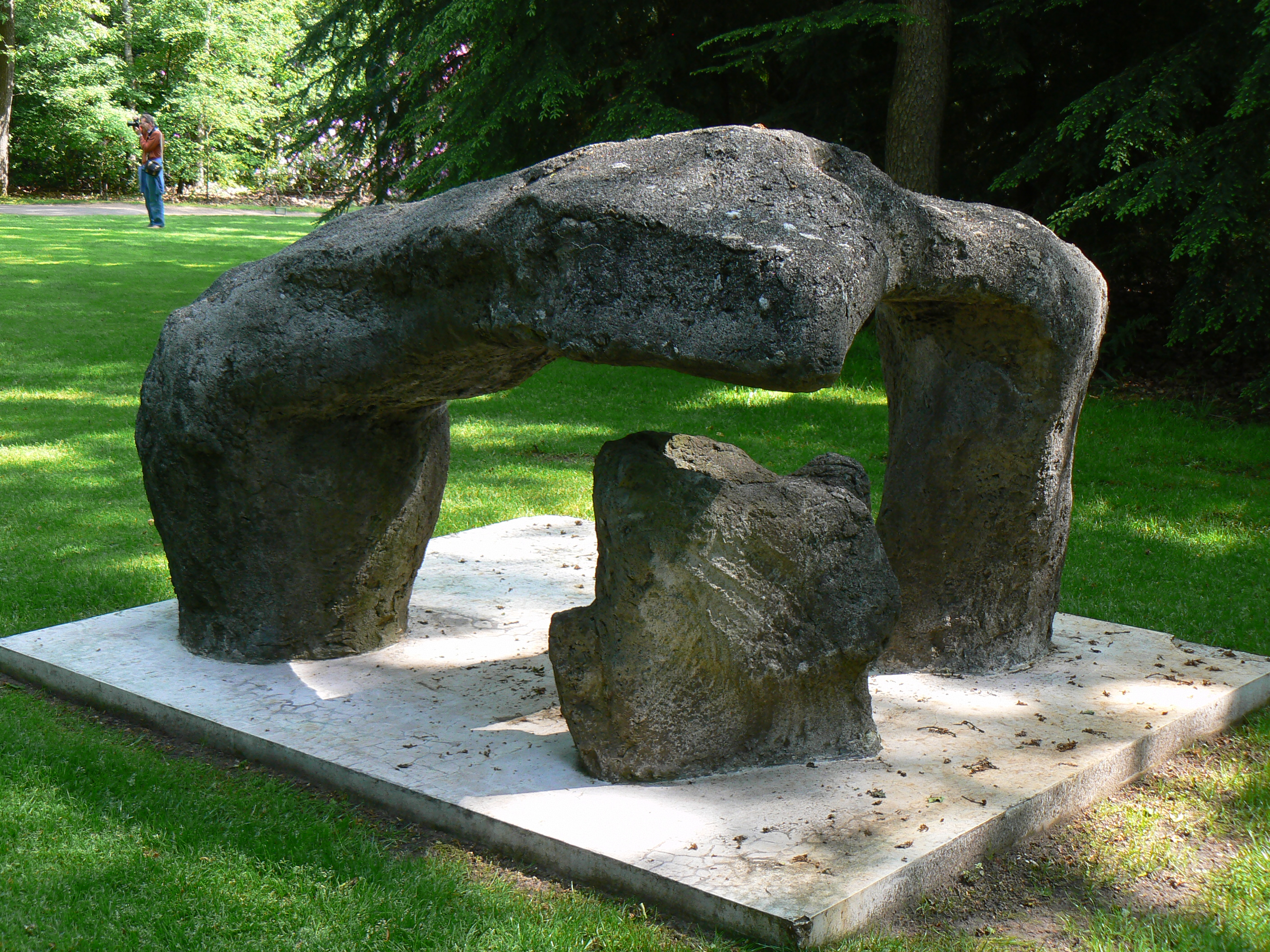
Magdalena Więcek, Blisko ziemi, 1968